# Gut Welle

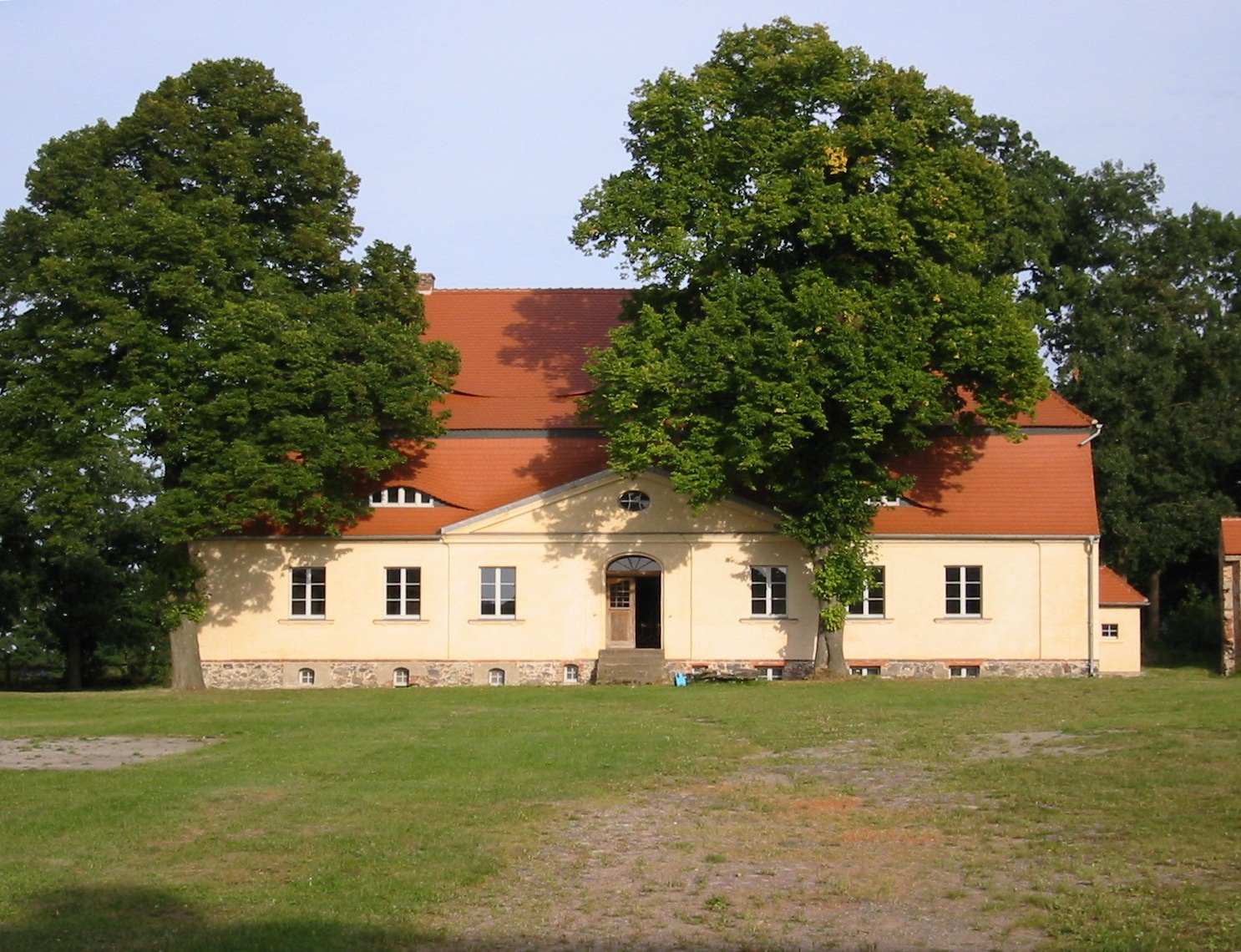
Gutshaus Welle

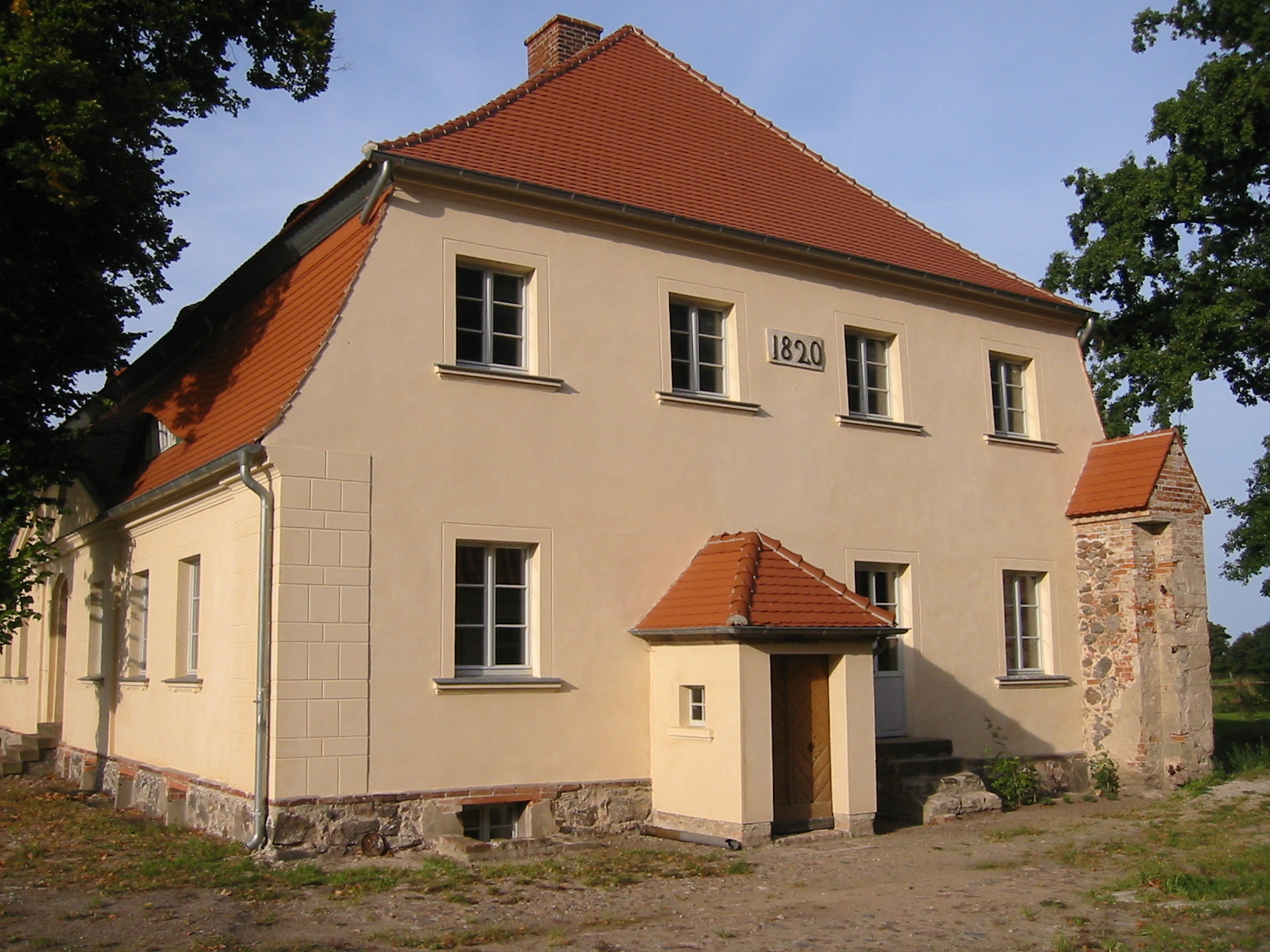
Gutshaus (Seitenansicht), 2005

Das Gut Welle ist ein Gutshof in Welle, einem Ortsteil von Stendal in der Altmark in Sachsen-Anhalt. Das auch als Bismarckscher Gutshof Welle bezeichnete Gut wurde bekannt als zeitweiliger Sitz der Familie von Bismarck-Briest.

## Geschichte des Guts
Der preußische Kriegs- und Domänenrat und Johanniterritter Georg Wilhelm von Bismarck (1741–1808) auf Briest erwarb 1780 Land und Güter in Welle und legte so den Grundstein zur noch heute bestehenden Gutsanlage. Sein Sohn Levin Friedrich von Bismarck-Briest legte dann die Besitzungen zu einem großen Gutshof zusammen und ließ 1820 das Gutshaus erbauen, im klassizistischen Stil der Schinkel-Zeit. Es befindet sich am östlichen Ende des Gutshofes, westlich des Hauses liegt der von großen Wirtschaftsgebäuden eingefasste Gutshof. Der Gutshof war dann Hauptsitz der Familie. Zum Gutshof gehörte auch die aus dem 12. Jahrhundert stammende Gutskirche Welle. Auf Levin Friedrich folgte sein Sohn Ludolf August von Bismarck, der die Güter Briest und Welle unter seinen Söhnen aufteilte, Welle galt als Allodialbesitz um 1857. Sein dritter Sohn Bernhard Ludolf (1876–1935) übernahm das Gut Welle. 1922 weist das Landwirtschaftliche Adressbuch das Rittergut mit 382 ha aus mit einem großen Schafsviehbestand. Als Verwalter agierte Otto Fath in der Funktion eines Administrators, was dafür spricht das dies als Auflage eines Krieditgebers, zumeist der Ritterschaftsbank, vorgegeben wurde. Er legte östlich des Gutshauses einen Park an und baute das Gutshaus um. Dessen Sohn Adalbert von Bismarck (1903–1976), verheiratet mit Ilse von Schnehen, übernahm den Gutshof und bewirtschaftete ihn bis zur entschädigungslosen Enteignung im Jahr 1945.
In der Nachkriegszeit wurden im Gutshaus zunächst Flüchtlinge untergebracht. Später wurden Lebensmittelgeschäft (Konsum) und Kindergarten auf dem Gut eingerichtet.
Nach der politischen Wende von 1989 wurden der Gutshof und das Gutsland endgültig voneinander getrennt. Der Gutshof verfiel. 1998 erwarben Nachfahren der ehemaligen Gutsbesitzer (Brita von Götz-Mohr und Christoph Mohr) den Hof samt Park und Kirche zurück. Das Gutshaus wurde saniert. Mit einem regelmäßig durchgeführten Gartenfestival und dem Projekt Landkultur Welle wird versucht, dem Objekt eine in Teilen touristische Nutzung zu geben.

## Gutshaus
Das Gutshaus wurde 1820 als eingeschossiger klassizistischer Putzbau im typischen Stil preußischer Landhäuser errichtet. Es verfügt über ein Mansardwalmdach und dreiachsigen Mittelrisalit, der durch Lisenen und einen geschwungenen mit Stuckornamenten versehenen Flachgiebel noch hervorgehoben wird.
Mit der Anlage des Parks auf der Ostseite des Gebäudes Anfang des 20. Jahrhunderts, wurde ein Zugang vom Haus zum Park sowie eine Terrasse mit sechs toskanischen Säulen geschaffen.

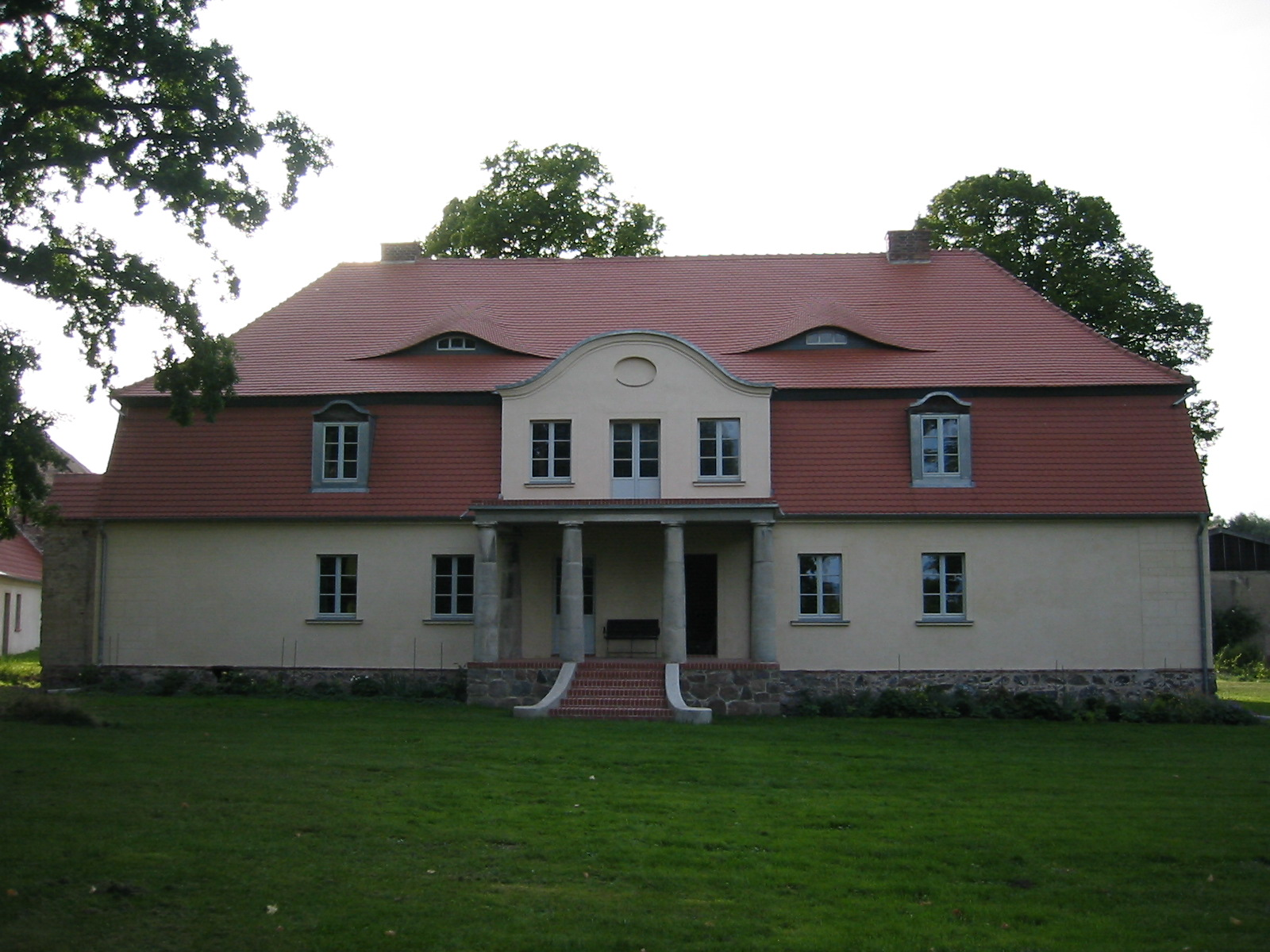
Gutshaus (Rückansicht), 2005
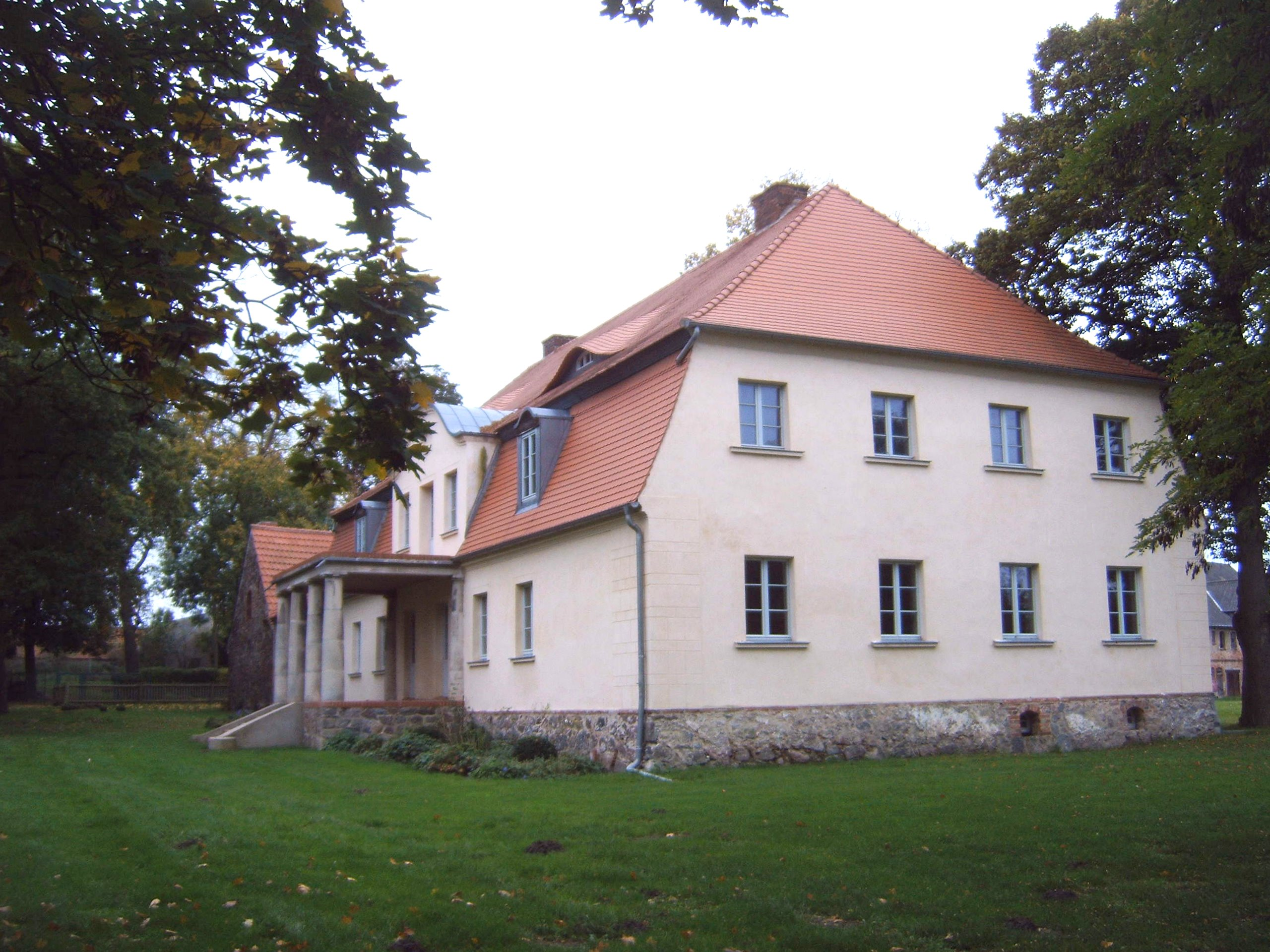
Gutshaus (Rückansicht), 2007
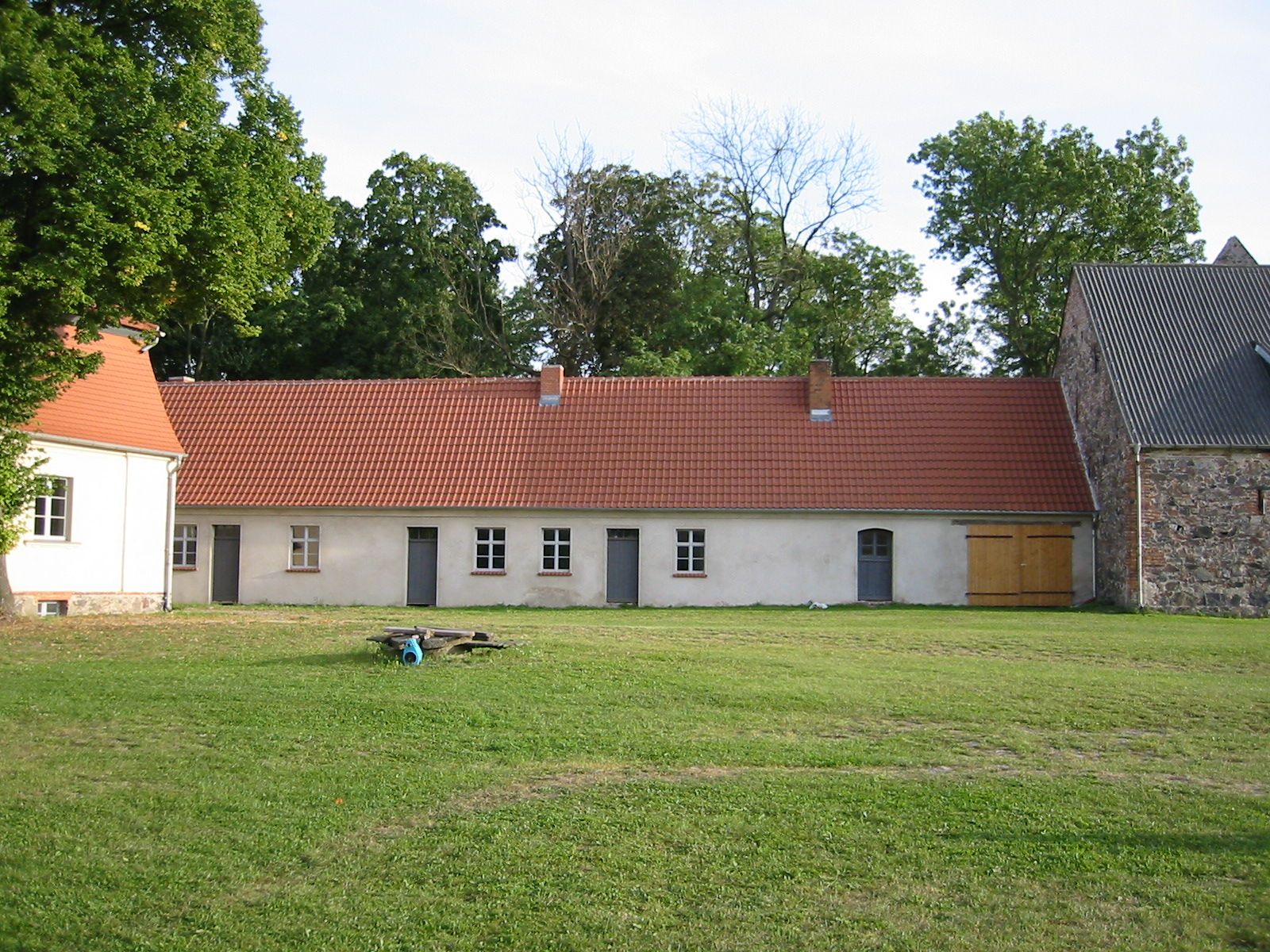
Stallungen (2005)
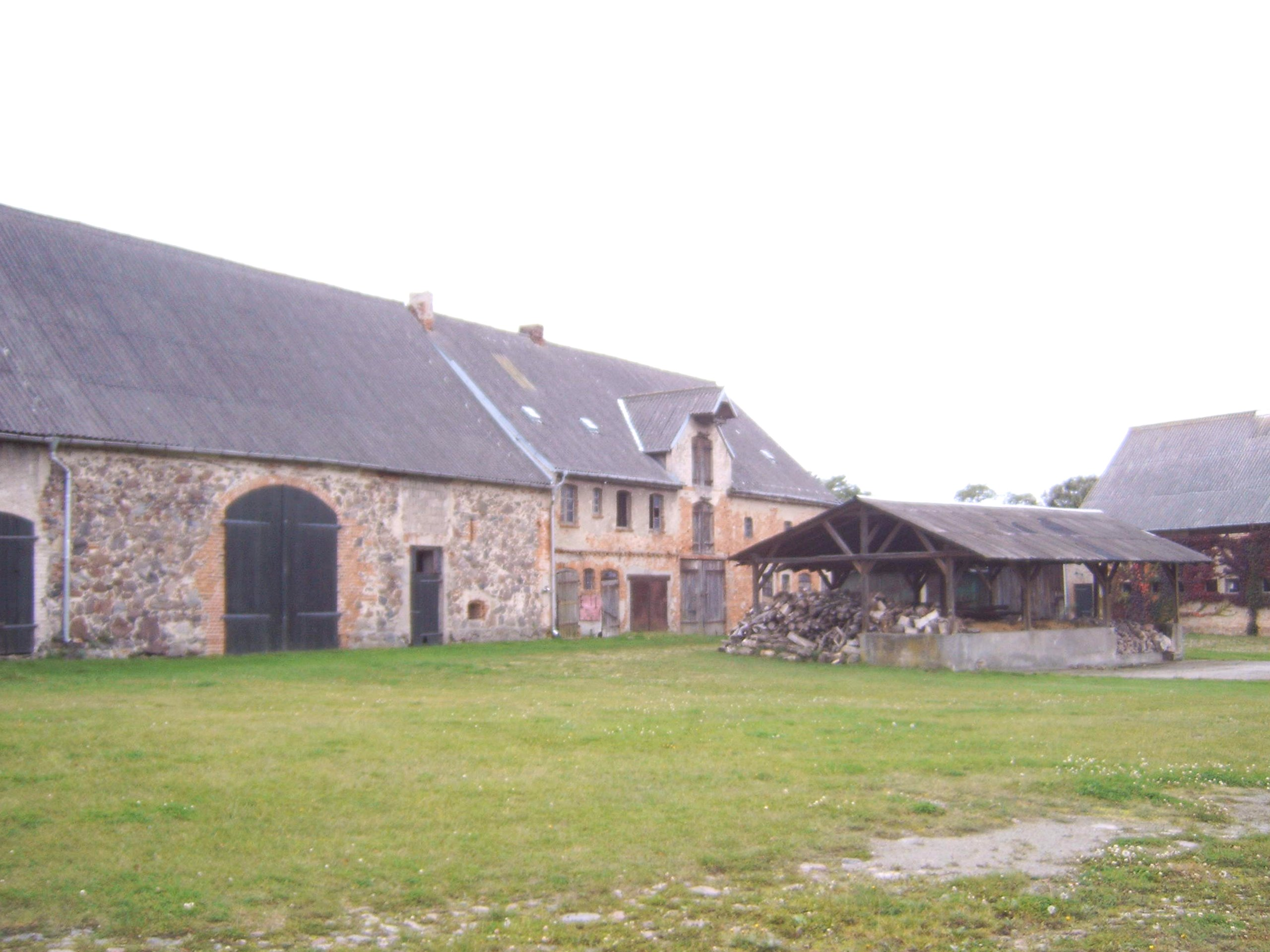
Scheune (2007)
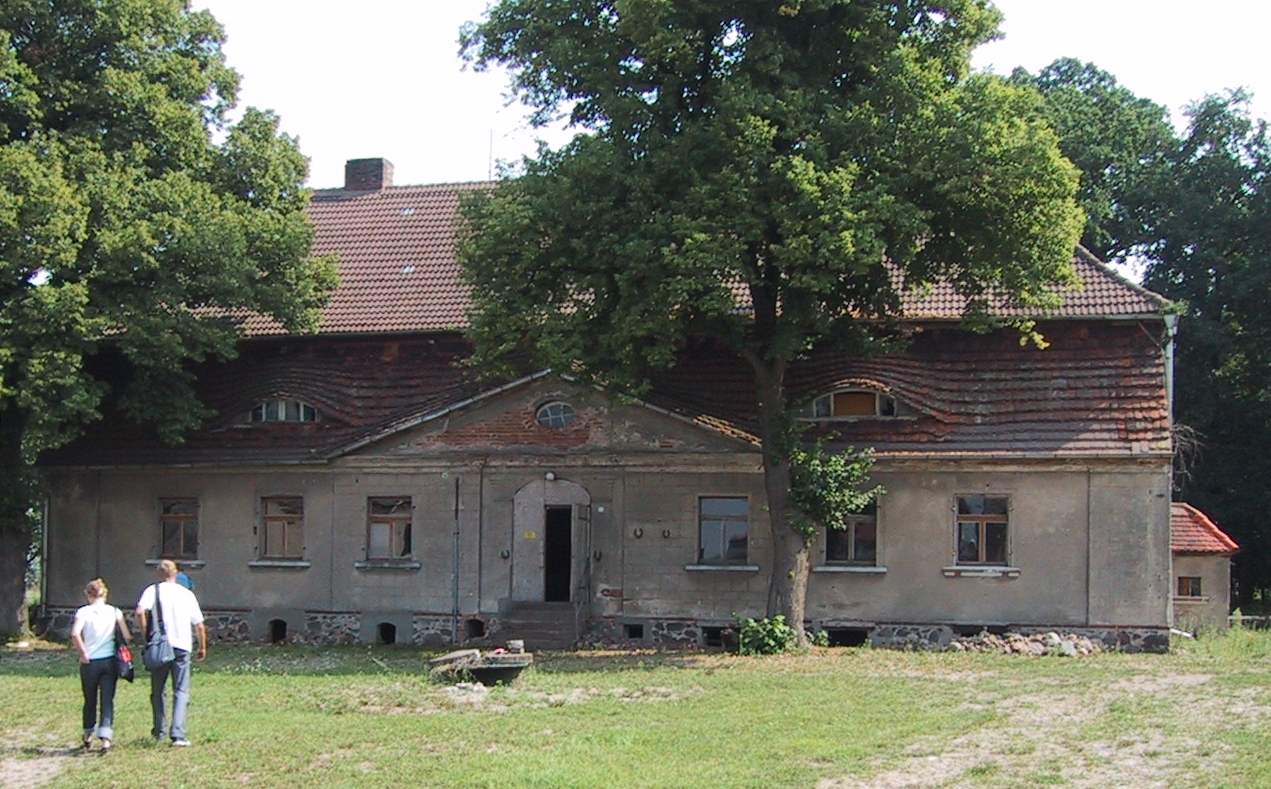
Gutshaus (Vorderansicht), 2001
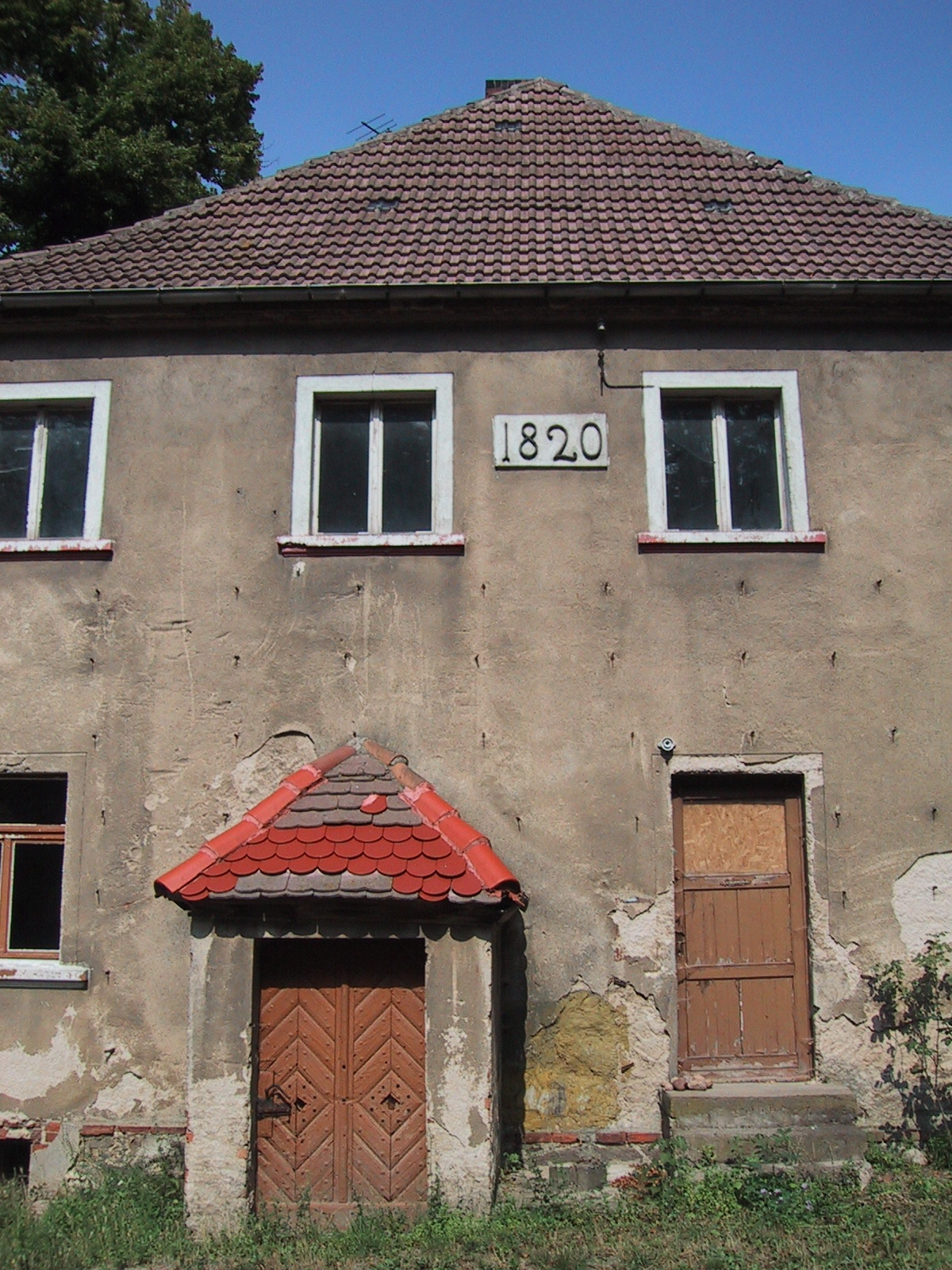
Gutshaus (Seitenansicht), 2001
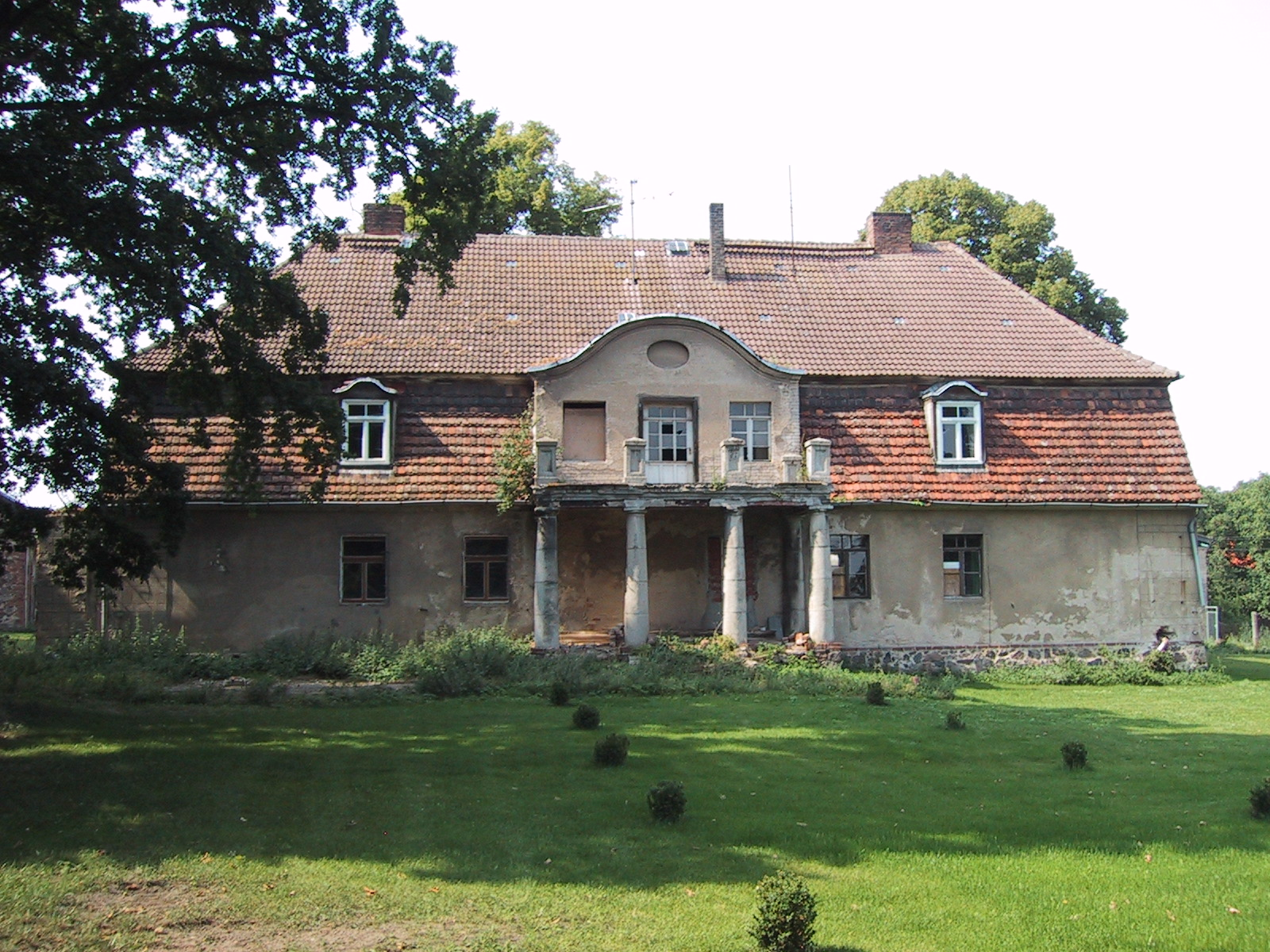
Gutshaus (Rückansicht), 2001
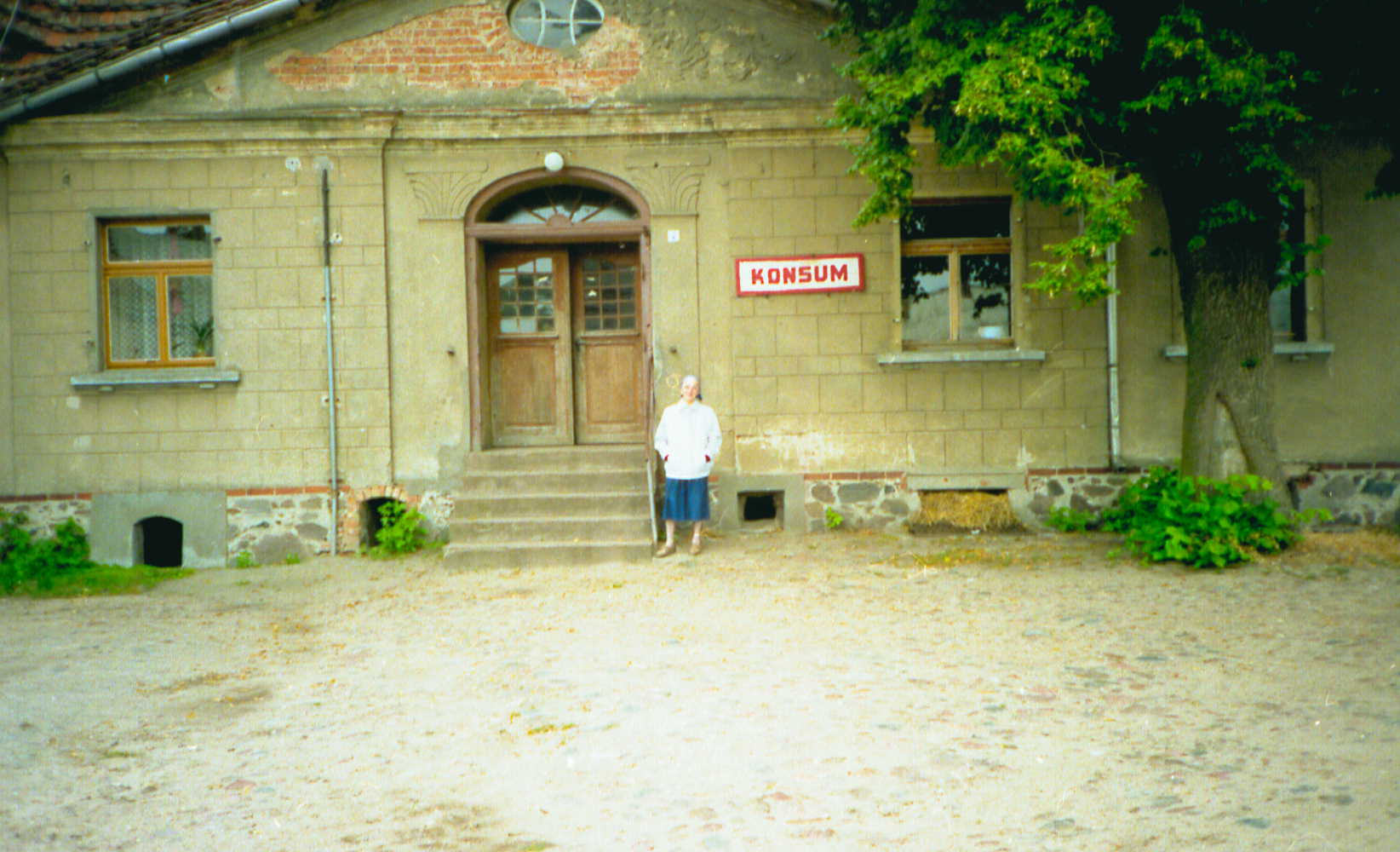
Vorderansicht des Gutshauses im August 1990. Deutlich zu erkennen ist die Tafel des (wenige Tage zuvor geschlossenen) Lebensmittelgeschäfts.
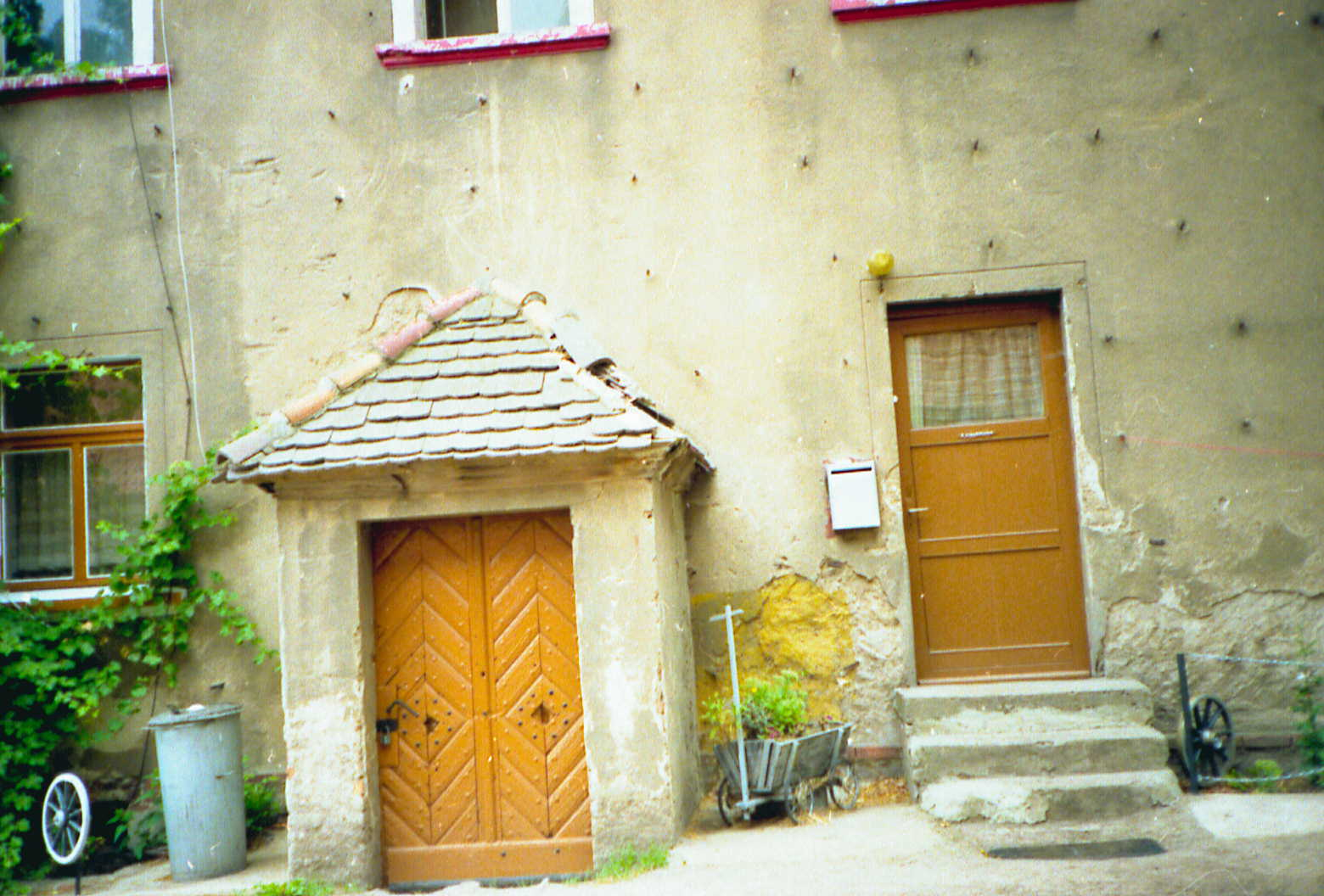
Gutshaus (Seitenansicht), August 1990